# ایوان تامپسون
ایوان تامپسون (به انگلیسی: Evan Thompson؛ متولد ۱۹۶۲) استاد فلسفه در دانشگاه بریتیش کلمبیا است. او دربارهٔ علوم شناختی، پدیدارشناسی، فلسفه ذهن، و فلسفه میان‌فرهنگی، به‌ویژه فلسفه بودایی در گفتگو با فلسفه ذهن غرب و علوم شناختی می‌نویسد.

## زندگی
تامپسون در دوران کودکی در خانه آموزش دید؛ در یک انجمن با یک اتاق فکر که توسط پدرش، ویلیام ایروین تامپسون، تأسیس شد. در سال ۱۹۷۷، زمانی که پدیدارشناس شیلیایی فرانسیسکو وارلا در کنفرانس انجمنی که توسط پدر تامپسون سازماندهی شده بود شرکت کرد با تامپسون با او ملاقات کرد. او در سال ۱۹۸۳، از کالج آمهرست در مطالعات آسیایی مدرک کارشناسی گرفت، و در سال ۱۹۹۰، از دانشگاه تورنتو در فلسفه مدرک دکترا اخذ کرد.

## حرفه
تامپسون در دانشگاه‌های تورنتو، کنکوردیا، بوستون و یورک تدریس کرده‌است. زمانی که در دانشگاه یورک حضور داشت، عضو مرکز تحقیقات بینایی نیز بود. او قرار ملاقات‌هایی را در مرکز تحقیقات ذهنیت در کپنهاگ و در دانشگاه کلرادو بولدر برگزار کرده‌است. تامپسون با فرانسیسکو وارلا در مرکز تحقیقات و کاربردی معرفت‌شناسی (CREA) در مدرسه پلی‌تکنیک در پاریس کار کرد. در این مدت، وارلا و تامپسون، همراه با الئانر راش، ذهن تجسم‌یافته: علم شناختی و تجربه انسانی را نوشتند که رویکردی به علم شناختی به‌نام وضع‌گرایی معرفی کرد. کتاب تامپسون، ذهن در زندگی: زیست‌شناسی، پدیدارشناسی، و علوم ذهن، برای تداوم عمیق بین زندگی و ذهن استدلال می‌کند. در سال ۲۰۲۰، تامپسون کتاب «چرا من بودایی نیستم» را منتشر کرد که بر خلاف آنچه او استثناگرایی بودایی می‌نامد، بیان می‌کند: «این باور که بودیسم بر سایر ادیان برتری دارد… یا این‌که بودیسم واقعاً یک دین نیست، بلکه نوعی از علم ذهن، درمان، فلسفه یا شیوه زندگی مبتنی بر مدیتیشن است».

## آثار
- فرانسیسکو وارلا، ایوان تامپسون و الئانر راش، ذهن تجسم‌یافته: علم شناختی و تجربه انسانی. انتشارات ام‌آی‌تی، ۱۹۹۱.
- چشم‌انداز رنگی: مطالعه‌ای در علوم شناختی و فلسفه ادراک، چاپ روتلج، ۱۹۹۵
- بین خودمان: مسائل دوم‌شخص در مطالعه آگاهی. Imprint Academic، ۲۰۰۱. همچنین به‌عنوان سه شماره ویژه در مجله مطالعات آگاهی منتشر شده‌است.
- آلوا نوئه و ایوان تامپسون، ویرایش. بینش و ذهن: برگزیده قرائت در فلسفه ادراک. انتشارات ام‌آی‌تی، ۲۰۰۲.
- مسئله آگاهی: مقالات جدید در فلسفه پدیدارشناسی ذهن. مجله فلسفه کانادا، جلد تکمیلی ۲۹: ۲۰۰۳. انتشارات دانشگاه آلبرتا.
- جووانا کلمبتی و ایوان تامپسون، ویراستاران. تجربه احساسی. Imprint Academic، ۲۰۰۵. همچنین به‌عنوان سه شماره ویژه در مجله مطالعات آگاهی منتشر شده‌است.
- کتاب راهنمای هوشیاری کمبریج. ویرایش‌شده توسط فیلیپ دیوید زلازو، موریس موسکویچ، ایوان تامپسون، می ۲۰۰۷ انتشارات دانشگاه کمبریج: مجموعه کتاب‌های راهنمای روان‌شناسی کمبریج، شابک ‎۹۷۸-۰-۵۲۱-۶۷۴۱۲-۶.
- ذهن در زندگی: زیست‌شناسی، پدیدارشناسی، و علوم ذهن. انتشارات دانشگاه هاروارد، ۲۰۱۰، شابک ‎۹۷۸-۰-۶۷۴-۰۵۷۵۱-۷.
- بیداری، رؤیا، بودن: خود و آگاهی در علوم اعصاب، مدیتیشن و فلسفه. انتشارات دانشگاه کلمبیا، ۲۰۱۴، شابک ‎۹۷۸-۰-۲۳۱-۱۳۷۰۹-۶.
- چرا من بودایی نیستم، انتشارات دانشگاه ییل، ۲۰۲۰، شابک ‎۹۷۸-۰-۳۰۰-۲۲۶۵۵-۳.